# Двужильний Юрій Михайлович
Юрій Михайлович Двужильний (25 серпня 1919, Костянтинівка — 26 червня 1944) — Герой Радянського Союзу (1945, посмертно), в роки німецько-радянської війни командир батальйону 878-го стрілецького полку 290-ї стрілецької дивізії 49-ї армії 2-го Білоруського фронту, капітан.

## Біографія
Народився 25 серпня 1919 року в селищі Костянтинівка (нині місто Донецької області України). Батько - адвокат Михайло Івановіч, мама - лікар Ніна Сергіївна. У березні 1921 року раптово помирає батько. Мати, залишилася з двома маленькими дітьми, рятуючись від голоду, переїжджає в село Комар (нині Великоновосілківський район Донецької області), де працює лікарем. У 1925 році родина оселилася в Сталіно (Донецьк), де прожила до 1935 року.
В 1935 сім'я переїздить до міста Кемерово, де Юрій закінчив середню школу № 12. Навчався в інституті Цивільного Повітряного флоту в Ленінграді.
У Червоній Армії з 1940 року. Брав участь у радянсько-фінській війни 1939—1940 років. На Карельському перешийку одержав бойове хрещення. У важких умовах зими брав участь у багатьох боях, проявив мужність і відвагу, за що був нагороджений орденом Червоного Прапора.
У березні 1942 року Двужильний закінчив Ленінградську військово-повітряну академію, а в листопаді 1942 року — курси «Постріл». У званні капітана він був направлений в один із запасних авіаційних полків.
У діючій армії з лютого 1943 року. На фронт Двужильний потрапив в піхоту, вірніше в штрафну роту. За непідтвердженими фактами звинуваченням у псуванні авіаційної техніки Двужильний був розжалуваний у рядові і направлений в штрафну роту 49-ї армії. Восени 1943 року він брав участь у визволенні Калузької і Смоленської областей, міст Спас-Деменська і Рославля. У боях був поранений. Як викупив свій «злочин» кров'ю, в січні 1944 року з Двужильного було знято «стягнення», він був відновлений у званні капітана і призначений командиром 3-го стрілецького батальйону 290-ї стрілецької дивізії.
Відзначився при звільненні Могильовської області Білорусі. 23—24 червня 1944 року батальйон під його командуванням стрімко форсував річки Проня і Бася, на північ від міста Чаус, захопив ворожі траншеї, визволив села Суслівка та Попівка. 25 червня 1944 року батальйон капітана Двужильного вийшов до річки Реста (20 км від Могильова). Розгорілися запеклі бої. Села Могильовського району — Хорошки, Сухарі та інші — по кілька разів переходили з рук в руки. Справа часто доходило до рукопашних сутичок. Тут батальйон Двужильного відбив шість ворожих контратак.
Відважний комбат поліг смертю хоробрих разом з тридцятьма шістьма воїнами третього батальйону 26 червня 1944 року в бою за село Хорошки Могильовського району Могильовської області Білорусі. У критичний момент бою він особисто очолив атаку. Противник був вибитий із займаного кордону і почав відступати до Дніпра, на березі якого ворожа кулеметна черга скосила капітана Двужильного.
Указом Президії Верховної Ради СРСР від 24 березня 1945 року за зразкове виконання бойових завдань командування на фронті боротьби з німецько-фашистським загарбниками і проявлені при цьому мужність і героїзм капітану Юрію Михайловичу Двужильному посмертно присвоєно звання Героя Радянського Союзу.
Похований Герой в братській могилі в селі Хорошки Могильовської області, де встановлений обеліск.

## Нагороди, пам'ять

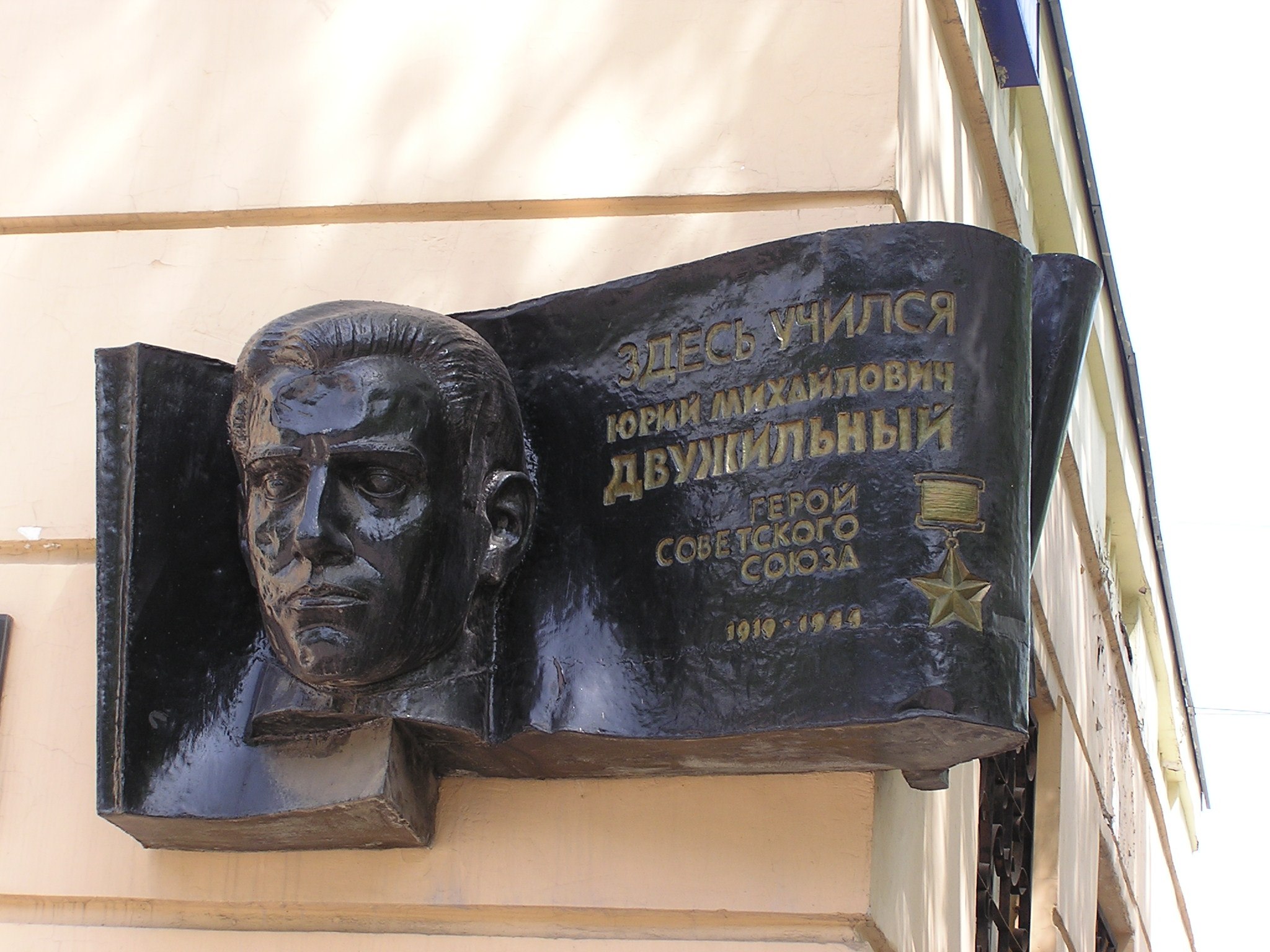
Меморіальна дошка на школі у Донецьку

Ім'ям Героя названі вулиця в місті Кемерово, школа № 2 міста Донецька, Сухаревська школа Могильовського району.
Наказом Міністра Оборони СРСР Ю. М. Двужильний навічно зарахований до списків Військового інженерного інституту імені О. Ф. Можайського (нині — Військово-космічна академія імені О. Ф. Можайського).
Нагороджений орденом Леніна, двома орденами Червоного Прапора.